# NGC 1556
NGC 1556 est une galaxie spirale située dans la constellation de la Dorade. NGC 1556 a été découvert par l'astronome britannique John Herschel en 1834.

## Caractéristiques
Sa vitesse par rapport au fond diffus cosmologique est de 968 ± 7 km/s, ce qui correspond à une distance de Hubble de 14,3 ± 1,0 Mpc (∼46,6 millions d'al).
À ce jour, une douzaine de mesures non basées sur le décalage vers le rouge (redshift) donnent une distance de 17,817 ± 3,881 Mpc (∼58,1 millions d'al), ce qui est à l'intérieur des valeurs de la distance de Hubble. Notons cependant que c'est avec la valeur moyenne des mesures indépendantes, lorsqu'elles existent, que la base de données NASA/IPAC calcule le diamètre d'une galaxie et qu'en conséquence le diamètre de NGC 1556 pourrait être d'environ 9,8 kpc (∼32 000 al) si on utilisait la distance de Hubble pour le calculer.
La classe de luminosité de NGC 1556 est I-II et elle présente une large raie HI.